# Crematogaster pallipes
Crematogaster pallipes är en myrart som beskrevs av Mayr 1862. Crematogaster pallipes ingår i släktet Crematogaster och familjen myror. Inga underarter finns listade i Catalogue of Life.